# Parapyrenis conica
Parapyrenis conica är en svampart som beskrevs av Aptroot 1991. Parapyrenis conica ingår i släktet Parapyrenis och familjen Requienellaceae.   Inga underarter finns listade i Catalogue of Life.